# Edward Harold Begbie
Edward Harold Begbie, född 1871 och död 1929, var en brittisk journalist och författare.
Begbie började sin litterära bana med en serie politiska satirer i forma av barnkammarrim, The political Struwwelpeter (1898–1901). Han skrev senare flera romaner, däribland Broken earthenware (1910, svensk översättning Spillror 1915) och Mr Sterling sticks it out (1919, svensk översättning Christoffer Sterling, 1922), samt bilografier, bland annat över William Booth (1920), samt studier över moderna livsproblem, till exempel Punishment and personality, a study of modern prisons (1927). Internationellt kända är de politiska porträtt som Begbie gav ut under pseudonymen A gentleman with a duster, däribland The mirrors of Downing Street (1920, svensk översättning Speglarna vid Downing Street 1922), The conservative mind (1924, svensk översättning Konservativa tankar 1925).